# HydroEngine
HydroEngine (от «hydro» — рус. вода и «engine» — рус. движок) — игровой движок, разработанный компанией Blade Interactive (теперь Dark Energy Digital) и предназначенный для использования в компьютерной игре Hydrophobia, которая вышла 29 сентября 2010 года для Xbox 360 и позже должна выйти для PC и PlayStation 3. Уникальной особенностью движка является технология моделирования объёмов жидкости в реальном времени.

## История
Впервые о движке было официально заявлено 11 апреля 2007 года. Хью Ллойд (англ. Huw Lloyd), директор отдела R&D компании Blade Interactive, заявил, что движок находился в разработке около трёх лет.
11 мая 2007 года была анонсирована платформа для разработки игр «InfiniteWorldsGCS», которая тесно связана с движком. Гари Лич (англ. Gary Leach), технический директор Blade Interactive, заявил: «InfiniteWorldsGCS — это больше, чем редактор уровней, это — базовая архитектура, которая может подстраиваться под конкретные игровые проекты. Она обеспечивает визуализацию в реальном времени для любых целевых платформ».

## Технологические особенности и характеристики

Демонстрация водной поверхности. Отчётливо можно увидеть качество преломлений и отражений в воде, а также качество водной поверхности.

Основным отличием движка HydroEngine является возможность моделировать потоки воды и других жидкостей. При этом моделирование жидкости является полностью динамическим и всегда проходит по-разному. Движок HydroEngine может взаимодействовать с физическими движками, моделирующими физику твёрдого тела, например, Havok. Благодаря этому есть возможность создавать объекты, которые будут плыть по воде, сталкиваться с другими объектами и окружением.
Особенности моделирования жидкостей:
- Жидкость перетекает из одной области в другую, «подхватывая» и перенося плавающие объекты.
- Поверхности и персонажи при контакте с водой намокают, а потом, после контакта, высыхают через некоторое время.
- Присутствуют такие эффекты, как подводные течения и водовороты.
- Брызги и всплески динамически генерируются в соответствии с силами, воздействующими на жидкость.
- Пена и подводные частицы следуют течению воды.
- Благодаря симулированию эффекта каустики при токе воды на стенах и потолке происходят световые эффекты типа мерцания и отблесков.
- Вода физически воздействует на объекты, стены, перекрытия, окна и двери, которые могут коробиться и прогибаться под действием её давления.

### InfiniteWorldsGCS
InfiniteWorldsGCS — полноценная среда для разработки игр, которая включает:
- Редактор уровней (англ. Level Editor)
- Менеджер ассетов (англ. Asset Manager)
- Менеджмент данных (англ. Data Management)
- Менеджмент тестирования и поддержки (англ. QA Management)